# Real Casa de la Moneda
La Fábrica Nacional de Moneda y Timbre - Real Casa de la Moneda (FNMT-RCM) è la zecca della Spagna e l'istituto deputato all'emissione dei timbri spagnoli.

## Storia
La Fábrica Nacional de Moneda y Timbre nasce nel 1893 per fusione di due organismi: la Casa de la Moneda (la zecca) e la Fábrica del Sello (fabbrica dei timbri). I due istituti hanno condiviso lo stesso edificio fino al 1861, anche se ognuno con la propria indipendenza e con la propria gestione amministrativa e contabile. Nel 1940 inizia la produzione di banconote e nel 1952 quella delle carte di sicurezza.
Nel 1964, con l'inaugurazione del nuovo stabilimento, la Real Casa de la Moneda comincia la produzione di altri prodotti come i passaporti e le carte di identità spagnole. Con l'introduzione di una nuova normativa sul gioco, qualche anno più tardi la Real Casa de la Moneda ha iniziato la stampa delle cartelle per il gioco del bingo e i biglietti della lotteria nazionale.
La produzione avviene in due stabilimenti, uno situato a Madrid e l'altro a Burgos.
La Real Casa de la Moneda è ancora oggi una istituzione pubblica alle dipendenze del Ministero delle finanze spagnolo.

## Nella cultura di massa
La serie televisiva spagnola La casa di carta racconta la storia di un gruppo di rapinatori che cercano di compiere un colpo proprio alla Fábrica Nacional de Moneda y Timbre. 
Non avendo avuto il permesso di girare sul posto, in realtà le riprese sono state effettuate nel palazzo del Consiglio superiore delle ricerche scientifiche.